# 알렉산드르 데듀시코
알렉산드르 빅토로비치 데듀시코(Алекса́ндр Ви́кторович Дедю́шко, 1962년 5월 20일 ~ 2007년 11월 3일)는 러시아의 텔레비전 배우였다. 그는 전쟁드라마와 Dancing with the Stars의 러시아어 버전에 잘 알려졌다.
그는 흐로드나 주 바우카비스크에서 알략산드르 자주슈카(벨라루스어: Аляксандр Дзядзюшка)라는 이름으로 태어났다. 1995년에서 2000년대까지 블라디미르 시 극장에서 공연했다. 2000년대초반에 스타로 활동하기 시작했고, 러시아 텔레비전의 인기있는 배우, 가수가 되었다. 하지만 2007년 11월 3일에 있었던 교통사고로 인해 아내와 아들과 같이 사망했다.